# اجدال الربحي (السياني)

تعديل مصدري - تعديل

اجدال الربحي محلة تابعة لقرية الخمعي، التابعة لعزلة الهادس بمديرية السياني إحدى مديريات محافظة إب في الجمهورية اليمنية.، بلغ تعداد سكانها 46 حسب تعداد اليمن لعام 2004.